# Sami (ime)
Sam je moško osebno ime.

## Izvor imena
Ime Sami je različica moških osebnih imen Samo oziroma Samuel.

## Pogostost imena
Po podatkih Statističnega urada Republike Slovenije je bilo na dan 31. decembra 2007 v Sloveniji število moških oseb z imenom Sami: 94.

## Osebni praznik
Osebe z imenom Sami lahko godujejo takrat kot osebe z imenom Samo oziroma Samuel.